# Digama meridionalis
Digama meridionalis är en fjärilsart som beskrevs av Swinhoe 1907. Digama meridionalis ingår i släktet Digama och familjen björnspinnare. Inga underarter finns listade i Catalogue of Life.